# Hermann Julius Kolbe

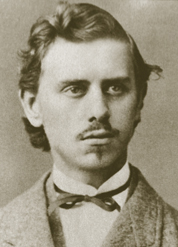
Hermann Julius Kolbe

Hermann Julius Kolbe (* 2. Juni 1855 in Halle/Westfalen; † 26. November 1939 in Berlin-Lichterfelde) war ein deutscher Entomologe mit dem Spezialgebiet Käfer.

## Leben und Wirken
Hermann Julius Kolbe war der Sohn von Heinrich Friedrich Kolbe und Amalie Pauline Sophie Cherouny. Er besuchte das Humanistische Gymnasium in Münster und studierte ebendort Naturwissenschaften, musste aber aus gesundheitlichen Gründen und wegen schwieriger Familienverhältnisse das Studium abbrechen. Von 1878 bis 1882 war er Lehrer (nach anderen Angaben Schulverwalter) am Gymnasium in Oeding/Westfalen, ab 1882 Assistent in der Entomologischen Abteilung des Zoologischen Museums der Universität Berlin unter Wilhelm C. H. Peters, von 1884 bis 1885 Redakteur der Deutschen Entomologischen Zeitschrift. Von 1890 bis 1921 war Kolbe Kustos der zoologischen Sammlung Coleoptera/Neuroptera des Königlichen Museums für Naturkunde zu Berlin, 1900 erhielt er eine Professur; im Jahr 1902 heiratete Kolbe. Am 1. April 1921 wurde er, 65-jährig, pensioniert, publizierte aber noch bis 1938. Kolbe lebte in Berlin-Lichterfelde, Villa Mantichora.
Kolbe unternahm mehrere Reisen in verschiedene afrikanische Länder. Seine Spezialgebiete waren die Blatthornkäfer (Scarabaeidae) und Langkäfer (Brenthidae) und er bearbeitete alle Käfergruppen mit Ausnahme der Staphylinoidea.

## Werke
- Einführung in die Kenntnis der Insekten, Ferd. Dümmlers Verlagsbuchhandlung, Berlin 1893.

Zwischen 1883 und 1938 publizierte Kolbe an die 350 Artikel in Entomologie, Paläontologie und Zoogeographie darunter 
- Beziehungen unter den Arten von Poecilaspis (Cassididae) nebst Beschreibung einer von Herrn R. Rohde in Paraguay entdeckten neuen Species dieser Gattung. In: Entomologische Nachrichten. Jahrgang 13, 1887, S. 10–13 (zobodat.at [PDF]).
- Beiträge zur Zoogeographie Westafrikas nebst einem Bericht über die während der Loango-Expedition von Herrn Dr. Falkenstein bei Chinchoxo gesammelten Coleoptera, Nova Acta Leop.-Carol. Deutsch. Akad. Naturf., 1, 3, 1887, S. 155–364 (Auch als Buch veröffentlicht bei E. Blochmann & Sohn, Dresden).
- Käfer und Netzflüger Ost-Afrikas. In: Karl August Möbius (Hrsg.): Deutsch-Ost-Afrika. Wissenschaftliche Forschungsresultate über Land und Leute unseres ostafrikanischen Schutzgebietes und der Angrenzenden Länder. Band IV. Die Thierwelt Ost-Afrikas und der Nachbargebiete. Wirbellose Thiere. Verlag Dietrich Reimer (Ernst Vohsen), Berlin 1898.